# Cuora aurocapitata
La tortuga de caja de cabeza amarilla (Cuora aurocapitata) o tortuga de caja de cabeza de oro es una especie de tortuga de la familia Geoemydidae (anteriormente Bataguridae) de China. A veces se considera una subespecie de Cuora pani.
Esta tortuga es endémica de la provincia central china de Anhui.

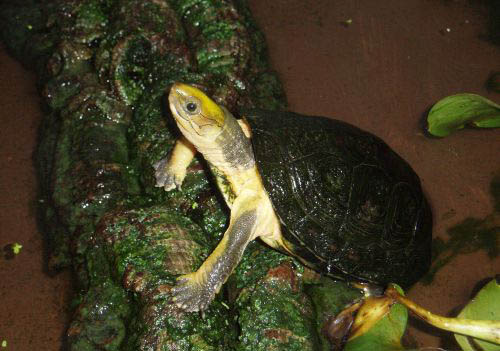
Hembra de Cuora aurocapitata